# Świnoujście
Świnoujście (nemško Swinemünde) je poljsko mesto v Zahodnopomorjanskem vojvodstvu. Leži ob izlivu reke Świna v Baltsko morje. Leta 2014 je mesto imelo 41.300 prebivalcev na površini 197.2 km². Je pomembno obmorsko pristanišče in zdravilišče. Pristanišče oskrbuje Szczecin.